# Reza (prénom)
Pour les articles homonymes, voir Reza.
Cet article possède des paronymes, voir Riza et Rıza.
Reza, prénom masculin populaire en Iran (persan: رضا) et en Indonésie, parfois combiné avec un deuxième prénom sous la forme Ali Reza ou Mohammad Reza. Il est donné en référence au huitième imam chiite Ali ar-Rida.

## Personnalités
Personnalités de la Dynastie Pahlavi (Chahs d'Iran) portant le prénom Reza
- Reza Pahlavi (1878-1944) : fondateur de la dynastie Pahlavi
- Mohammad Reza Pahlavi (1919-1980), dernier Chah d'Iran
- Reza Pahlavi II (1960-), fils aîné du dernier chah d'Iran

Reza comme prénom simple
- Reza Abedini (1967), graphiste iranien ;
- Reza Attaran (?), acteur et réalisateur iranien ;
- Reza Badiyi (1930), réalisateur irano-américain ;
- Reza Baraheni (1935), écrivain azéri iranien ;
- Reza Deghati (1952), photojournaliste iranien ;
- Reza Enayati (1973), footballeur iranien ;
- Reza Ghassemi (1950), écrivain iranien ;
- Reza Ghoochannejhad (1987), footballeur néerlandais ;
- Reza Kianian (1951), acteur iranien ;
- Reza Najie (1942), acteur iranien ;
- Reza Pahlevi (id) (1985-), acteur indonésien ;
- Reza Pahlevi (1982), coureur cycliste indonésien ;
- Reza Shahroudi (1972), footballeur iranien ;
- Reza Udhin, claviériste britannique de rock.

Reza comme premier prénom
- Reza Sardar Fakher Hekmat (1891-1978), homme politique iranien, Premier ministre d'Iran ;
- Reza Shafiei Jam (1971), acteur iranien ;

Reza comme deuxième prénom
- Ahmad Reza Darvish (1961), réalisateur iranien ;
- Gholam Reza Aghazadeh (1947), homme politique iranien ;
- Gholam Reza Azhari (1912-2001), personnalité militaire iranienne ;
- Hossein Reza Zadeh (1978), haltérophile iranien ;
- Mirza Reza Kermani (?-1896), assassin de Nasseredin Shah ;
- Mohammad Reza Honarmand (1955), réalisateur iranien ;
- Mohammad Reza Lotfi (1947), joueur de târ iranien ;
- Mohammad Reza Mahdavi-Kani (1931-2014), ayatollah et homme politique iranien ;
- Muhammad Reza Pahlevi Isfahani (jv) (1997-), joueur indonésien de badminton ;
- Mohammad Reza Shadjarian (1940), chanteur classique de musique iranienne ;
- Mohammad Reza Shafiei-Kadkani (1939), poète et sémiologue iranien ;
- Mohmmad Reza Froutan (1968), acteur iranien.